# Sprawność

Energia wyjściowa jest zawsze mniejsza od energii wejściowej

Sprawność, sprawność energetyczna – skalarna bezwymiarowa wielkość fizyczna określająca w jakim stopniu w danym procesie przekształcana jest energia jednego rodzaju w energię innego rodzaju; jest to parametr określający efektywność wykorzystania paliwa. Sprawność to stosunek ilości energii wychodzącej z procesu do ilości energii wchodzącej do procesu.
W praktyce sprawność charakteryzuje urządzenia, które realizują proces przemiany jakiejś postaci energii. Tak określoną sprawność można wyznaczyć następująco:
{\displaystyle \eta ={\frac {E_{wy}}{E_{we}}},}
gdzie:
{\displaystyle \eta } – sprawność,
{\displaystyle E_{wy}} – energia przetworzona w dżulach [J],
{\displaystyle E_{we}} – energia dostarczona [J].
Sprawność wyrażana jest w jednostkach względnych (tzn. bez tak zwanego miana) jako ułamek, często w zapisie procentowym (w procentach). Z zasady zachowania energii, której wyrazem w termodynamice jest pierwsza zasada termodynamiki, wynika, że sprawność nie może być większa od jedności, czyli od 100%. II zasada termodynamiki narzuca ograniczenie na maksymalną wartość sprawności procesów termodynamicznych. Ograniczenie to można przedstawić wzorem:
{\displaystyle \eta ={\frac {T_{1}-T_{2}}{T_{1}}},}
gdzie {\displaystyle T_{1}} to temperatura tzw. grzejnicy (źródła energii cieplnej), a {\displaystyle T_{2}} temperatura tzw. chłodnicy. Grzejnica i chłodnica są niezbędnymi elementami każdego zamkniętego cyklu przemian energii cieplnej w energię mechaniczną (zob. cykl Carnota). Temperatury w tym wzorze muszą mieć wartość podaną w skali Kelwina, czyli w kelwinach.